# قسم ببة جيك (تشالدران)
قسم ببه‌جيك (بالفارسية: دهستان ببه‌جیک) هي منطقة ريفية تقع في قسم في إيران. يقدر عدد سكانها بـ 4,293 نسمة .